# Peyton Sawyer

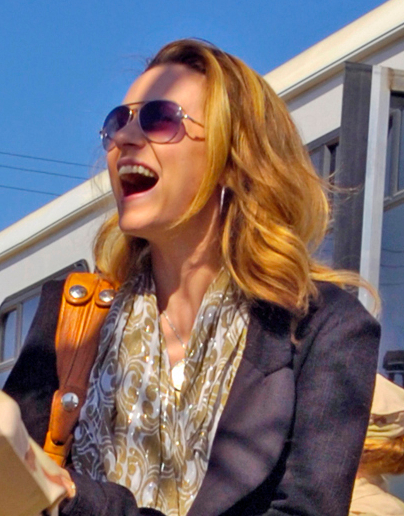
La actriz estadounidense Hilarie Burton.

Peyton Sawyer es un personaje de la serie de televisión estadounidense One Tree Hill, interpretado por la actriz Hilarie Burton.

## Trayectoria
Peyton Sawyer es una artista visual y musical de gran talento, tiene un corazón muy reservado debido al número de seres queridos que ha perdido en su vida. Su vida cambia a lo largo de la serie cuando encuentra el amor en Lucas Scott, Jake Jagielski y Lucas, que resultó ser su amor verdadero. Comparte un vínculo especial con Brooke Davis, su mejor amiga desde hace muchos años. También se hace muy amiga de Haley James. Sus amigas han estado a su lado en los momentos difíciles.Wilmington Star la describió como un personaje que "ha hecho saltar por los aires todos los estereotipos que los medios de comunicación tienen de las animadoras", mientras que PopMatters se refirió a ella como "una contradicción andante".

### Desarrollo del personaje

#### Casting
Burton fue una de las Videojockey más destacadas de la MTV durante dos años, en los que su aspecto y otras actividades en pantalla actuaron como bazas. Fue presentadora de su propio programa, MTV's Hits, ayudó a lanzar el programa Beach House de la cadena desde la costa de Nueva Jersey en mayo de 2002 y era una habitual en TRL. Su trabajo como VJ de la MTV le permitió buscar otras oportunidades profesionales en los medios de comunicación y, finalmente, la llevó a ser elegida para el papel de Peyton. Burton, que se inclinaba por la interpretación como carrera, se presentó a una audición para el papel de la hija de Ed Harris en la película Radio. Las siguientes convocatorias la animaron, pero no consiguió el papel. El departamento de casting, sin embargo, se acordó de ella y le pidió que enviara una cinta de audición para One Tree Hill, y los productores le prometieron un personaje al que "podría hincarle el diente": Peyton."[Burton] es un alma vieja", dijo Mark Schwahn, creador de la serie. "Es genial. Siempre está encantada de hacer el trabajo, aunque sea nueva en la interpretación. Es un placer estar con ella".
Burton dijo: "Nunca he estudiado interpretación ni nada de eso porque he tenido mucha suerte con la MTV. Estoy convencida de que tuve la oportunidad de estar en One Tree Hill porque hice de invitada en Dawson's Creek como yo misma, cuando el reparto apareció en la MTV Beach House". Y añadió: "Y mi única escena fue con Chad Michael Murray (Lucas Scott). Así que ahora Chad y yo nos hemos reunido. ¿Qué tiene de extraño?".Respecto a cómo es su vida como actriz, Burton dijo: "A los actores les gusta pensar que sus vidas son muy difíciles, pero no lo son. Sí, das muchas vueltas. Pero yo solía trabajar en un supermercado y en un bar. Eso era duro. Esto es divertido".

#### Personalidad y vestuario
Peyton ha sido descrita como hermosa, inteligente, ferozmente independiente, y como alguien que a menudo es una víctima en la serie. "Mi personaje es una buena chica, pero también es algo [sexualmente] sugerente. Este no es el drama de tu madre", dijo Burton, "Es muy contradictoria. Sí, es animadora, pero también va a casa y escucha música punk. Le gusta el arte oscuro y probablemente le arranca la cabeza a las muñecas Barbie. Básicamente, es un desastre". Burton dijo que el personaje puede ser "un choque de trenes", pero que estaba "muy contenta [de que alguien] pusiera a una chica como ella en la televisión. No tienes que ser una cosa. Peyton lo ha conseguido". De hecho ella misma se debatía entre las animadoras y aficiones que no necesariamente se considerarían aficiones de una animadora cuando estaba en el instituto. "Esa es parte de la razón por la que acepté el programa, porque estaba como, madre mía, esta era yo en el instituto". Burton dijo que siempre hay estereotipos en el instituto. "A la gente la meten en grupos. "Eres un deportista, eres una animadora, eres un bicho raro, estás en el departamento de arte dramático. Tuve muchos problemas para encajar en esos grupos cuando estaba en el instituto porque quería formar parte de todos ellos", dijo. "Creo que así es mucha gente. Algunas personas tienen el valor de ir más allá y formar parte de todo y otras no". Dijo que One Tree Hill representa a personas que son multidimensionales y a las que les gusta más de una cosa. "A la gente le gusta más de una cosa. Es bonito que [One Tree Hill] muestre eso", declaró.
Burton dijo que ella misma se debatía entre las animadoras y aficiones que no necesariamente se considerarían aficiones de una animadora cuando estaba en el instituto. "Esa es parte de la razón por la que acepté el programa, porque estaba como, madre mía, esta era yo en el instituto". Burton dijo que siempre hay estereotipos en el instituto. "A la gente la meten en grupos. "Eres un deportista, eres una animadora, eres un bicho raro, estás en el departamento de arte dramático. Tuve muchos problemas para encajar en esos grupos cuando estaba en el instituto porque quería formar parte de todos ellos", dijo. "Creo que así es mucha gente. Algunas personas tienen el valor de ir más allá y formar parte de todo y otras no". Dijo que One Tree Hill representa a personas que son multidimensionales y a las que les gusta más de una cosa. "A la gente le gusta más de una cosa. Es bonito que [One Tree Hill] muestre eso", declaró.
Burton dijo que representar una edad más joven (16 años a los 21) no fue un problema, salvo por un aspecto: "Mi única preocupación fue cuando tuve que volver a ponerme el uniforme de animadora. Te olvidas de lo angustioso que es eso: la vulnerabilidad de llevar bombachos". Dijo que releyó algunos de sus diarios del instituto para volver a "meterse en ese lugar" de estudiante de instituto, y que el hecho de que Peyton fuera parecida a cómo era ella en el instituto ayudó. "También ayudó que la ciudad en la que rodamos, Wilmington, no es muy diferente de la ciudad en la que crecí en Virginia. Ambas [son] ciudades pequeñas en las que los deportes de instituto desempeñaban un papel importante", declaró.
Inicialmente, el personaje fue recibido de manera mixta: a algunos espectadores les pareció demasiado enojada y maliciosa. "Al principio, la audiencia rechazó su personaje porque, bueno, era mala con nuestro héroe (Lucas)", dijo Schwann. "Y ella es bonita y popular". Burton dijo: "Ella estaba recibiendo muchas críticas. [La gente decía], 'Oh, ella es esta animadora. Es como, ya sabes, esta linda niña. Quiere ser dura y enojada'".Schwann decidió suavizar un poco el personaje, lo que incluía tener su vínculo con el personaje.haley james, la mejor amiga de Lucas, y finalmente se dio cuenta de la audiencia. "[Ese fue] nuestro desafío, porque ella [fue diseñada y se convirtió] en el centro moral del espectáculo", dijo Schwahn.
El guardarropa del personaje originalmente abarcaba un look rockero pero femenino. Conducía un automóvil antiguo, escuchando rock a todo volumen, a menudo con un camiseta de los Ramones."[Burton] - Simplemente la amo. Trabajar con ella (ha) sido maravilloso. Para ella, [Peyton's] es más una chica que hace las cosas por sí misma. Le gusta tanto la música, el arte, es un personaje tan rico que hay muchas cosas diferentes en las que dibujar", declaró la diseñadora de vestuario de One Tree Hill, Carol Cutshall. "A veces solo usa una camisa de franela a cuadros porque está pintando. Algunos días usa una camiseta de concierto. Tenemos que encontrar la camiseta de concierto adecuada. Las modifico mucho". Cutshall tomaría una camiseta de concierto para hombres y Burton se la pondría. "Ella también es muy, muy esbelta, así que los reduciré a su figura. Salimos de ahí con una especie de camiseta de rock única. Tomo algo y luego lo convierto en mi propia pieza de ropa", dijo Cutshall.Lunes barato,levi's, alguno de Diesel y Miss Sixty.
Schwahn en algún momento comenzó a cambiar los estilos de los personajes, especialmente en la temporada 4 y posteriores.Burton dijo: "El guardarropa de Peyton ha cambiado un poco, lo cual es bueno para mí, porque soy un... En la vida real soy [varios años mayor] y vestía camisetas y jeans, y zapatillas Converse  durante cinco años". Ella dijo que después de un tiempo, pesaba sobre su feminidad. Con el salto de línea de tiempo de cuatro años, Peyton llegó a usar más faldas y vestidos, y más cortos. "Las tetas no son más grandes, pero las piernas están afuera", dijo Burton.
Schwahn hizo que la personalidad de Peyton complementara a la de Lucas y describió su historia de amor como un alma gemela/ destinado a ser uno.Burton explicó la atracción de su personaje por Lucas, diciendo que ve a Peyton cuestionando mucho sobre su vida, de forma similar a cómo Murray imagina a Lucas, y piensa que Peyton a menudo difiere de sus amigos en lo que es importante, al igual que Murray ha dicho que se sentía de niño.

#### Obra de arte
Peyton fue diseñada además como artista, para agregar más profundidad al personaje y expresar lo que no puede o no quiere decir.También complementó su romance con Lucas, ya que ambos son pensadores profundos que usan sus habilidades para hablarle al mundo.La artista real de las obras de Peyton es Helen Ward. "Antes de unirme a [One Tree Hill], ya había trabajado como escenógrafa, dibujante de guiones gráficos e ilustradora para varias películas. Pero aún tenía que hacer una prueba para el trabajo", dijo. "Creo que le pidieron a un grupo de personas que probaran un dibujo en particular. Fueron bastante específicos sobre lo que estaban buscando. Supongo que mi trabajo fue el más cercano. Conseguí el trabajo".
Ward dijo que aunque Burton es una actriz talentosa y ha hecho un gran trabajo con el personaje, no sintió que tuviera que conocerla para continuar con los dibujos. "Era el personaje para el que estaba dibujando y aprendí lo que necesitaba del programa y los guiones", afirmó. Al describir el proceso de dibujo para un episodio en particular, dijo que en su mayoría obtendría información de Robbie Beck, el maestro de utilería del programa. "Schwahn siempre supo exactamente lo que quería y se describiría en el guión. Así que Robbie me enviaba la información y yo inicialmente hacía algunos bocetos rápidos", afirmó Ward. Toda su comunicación fue a través de correo electrónico. "Me gustaría poder decir algo más emocionante, como [Burton] y yo hablaríamos sobre lo que dibujaría Peyton", dijo Ward, "pero la única vez que hablé con ella fue cuando estaban filmando en mi casa en Wilmington ( que curiosamente era la casa de Peyton en el programa). A pesar de esto, Ward dijo que no le mencionó a Burton que ella era la artista detrás de la obra de arte de Peyton.
Para las escenas en las que Peyton está dibujando o pintando, Ward dijo: "... probablemente habría líneas muy ligeras para que las siguiera. A menudo, le daría una versión terminada y una sin terminar para este propósito. Si no recuerdo mal, por lo general era las palabras que dejé sin hacer". Con respecto a la evolución de la obra de arte de Peyton a lo largo de los años, dijo: "Miro hacia atrás en la primera temporada y creo que los dibujos son horribles. Ciertamente me sentí más cómoda trabajando en su estilo, pero creo que su estilo también evolucionó para adaptarse al mío". ¿eso tiene sentido?" Ward aclaró: "Al principio, estaba tratando de hacer algo que simplemente no me fluía bien. Los dibujos eran demasiado limpios. Un poco forzados y no del modo en que me gustaba trabajar". Ward dijo que a medida que avanzaba el espectáculo, comenzó a poner más de mi propio estilo en ellos,En la temporada 3, la obra de arte se promocionó a través del álbum Friends with Benefit. En la temporada 6, se ve en color en lugar de en blanco y negro, para reflejar la felicidad del personaje.
Con respecto a que la mayoría de las personas no saben que ella es la artista real de la obra de arte, Ward afirmó que aunque las personas generalmente no se preocupan por los trabajadores detrás de escena, ella cree que así es como deberían ser las cosas y que aprecia a quienes se han relacionado. a su obra de arte.

## Argumentos

### Descripción general
Peyton Elizabeth es la única hija de Larry y Anna Sawyer, fue adoptada al nacer; la verdadera paternidad y otros lazos familiares no se descubren hasta las temporadas 2, 3, 4 y 6. De hecho, el segundo nombre de Peyton se lo dieron sus padres adoptivos en honor a su madre biológica:Arpa Elizabeth "Ellie".
El nombre de su padre biológico es Mick Wolf, y Peyton también tiene un medio hermano biológico de él, llamado:Derek Sommers. Cuando Peyton tiene 8 años, su madre adoptiva (en ese momento conocida como su madre biológica), Anna Sawyer, muere al pasarse un semáforo en rojo cuando se dirigía a recogerla de la escuela. Pronto forja una poderosa amistad conBrooke Davis, quien la consuela por la muerte de Anna, y se convierten en mejores amigos.
Cuando comienza el espectáculo, el novio de Peyton es Nathan Scott. Pronto rompe con él y se enamora del rival y medio hermano de Nathan,lucas scott. Peyton conduce un 1963 cometa mercurio convertible, que se convierte en un punto importante de la trama, ya que es por eso que conoce y habla por primera vez con Lucas.

### Primeras temporadas
Durante la primera temporada, Peyton Elizabeth Sawyer, de 16 años, es novia del popular jugador de baloncesto Nathan, pero pronto se separan cuando Peyton razona que su relación tiene más que ver con los beneficios sexuales que con el amor, y que ella está cansada de él. crueldad. Además, se da cuenta de que ya no quiere ser la novia del basquetbolista estrella. Ella tiene un interés romántico en el melancólico medio hermano de su ex, Lucas. A través de varias interacciones con Lucas, descubre que él es amable y considerado con ella. Sin embargo, cuando él confiesa la profundidad de su necesidad y deseo por ella, ella se asusta y huye de él; Lucas queda desconsolado y desesperado. Peyton luego va a visitar a Lucas y le dice que quiere lo que él quiere, pero es demasiado tarde; Brooke, su mejor amiga, ahora tiene una relación sentimental con Lucas. Lucas y Peyton finalmente no pueden resistirse y se convierten en amantes secretos (aunque no hay sexo involucrado). La noche en que deciden decírselo a Brooke, Lucas sufre un accidente automovilístico y posteriormente entra en coma, que le trae recuerdos dolorosos a Peyton porque su madre murió en un accidente automovilístico. Cuando Lucas finalmente llega a casa del hospital, rompe con Brooke para poder estar con Peyton. Peyton pronto termina su relación, sin embargo, después de que queda claro que Brooke se ha enterado del romance y quiere ahorrarle el dolor a Brooke. Peyton continúa evitando a Lucas mientras Brooke continúa evitando a Peyton. Brooke declara que su amistad con Peyton ha terminado. Peyton comienza a pasar más tiempo con el mejor amigo de Luke,haley james, y conjake jagielski, junto con la hija de Jake, Jenny. Finalmente, su amistad con Lucas se reforma lentamente y los dos asisten juntos a una fiesta en el apartamento de Nathan. Sin embargo, en la fiesta, Peyton y Niki, el ex de Jake y la madre de Jenny, pelean. Peyton se da cuenta de que Nicki es la chica con la que Lucas se enganchó en un bar, poco después de que ella lo dejó para evitar el dolor de Brooke. Peyton está furiosa y se siente traicionada, junto con Brooke. Esto abre una brecha entre Lucas y Peyton, pero reconcilia la amistad entre Peyton y Brooke. La temporada termina con Peyton pasando más tiempo con Jake y ayudándolo a escapar de Nicki, quien intenta quitarle a su hija de las garras de Jake. La relación de Peyton con Lucas sigue rota.
En la temporada 2, aunque tiene un éxito inicial al abrir el club para todas las edades TRIC y alentar a Haley a actuar en el club, lo que en algún momento alimenta el deseo de Haley de ser cantante, Peyton comienza a involucrarse con cocaína. Se siente sola, ya que su padre está fuera otra vez y no sabe dónde está Jake. Se siente deprimida porque todos están lidiando con sus problemas y no la ayudan o se dan cuenta de que está molesta y que está pasando por un momento difícil en su vida. Ella es acusada de ser unalesbianaporFélix Taggaroy se enfrenta a la humillación pública cuando escribe DIQUE en su casillero, al igual que su hermana,Ana Taggaro, no se presume lesbiana (luego se revela que Anna esbisexual, pero también usa la palabrahomosexualafirmar su sexualidad). La esperanza llega para Peyton, quien se encuentra en una profunda desesperación ya punto de comprar cocaína, cuando Jake regresa a su vida; Resulta que una discusión entre Lucas y Peyton hizo que Lucas se diera cuenta de que él no había estado allí para Peyton y sintió que ella necesitaba a alguien más porque su relación seguía rota. Como resultado, él fue quien llamó a Jake, sabiendo que Jake tendría un efecto positivo en ella. Esto lo hace, y provoca un cambio para Peyton, y ella y Jake se enamoran. Esta felicidad dura poco, ya que Nicki regresa queriendo la custodia de Jenny. Nicki finalmente aleja a Jenny de Jake y sale corriendo, lo que hace que Jake corra tras ella, lo que deja a Peyton sola y con el corazón roto. Pronto, alguien llamada Ellie Harp se pone en contacto con Peyton diciendo que ella es de la revista Alternative Press y quiere hacer una entrevista. Cuando Peyton comienza a recibir correos electrónicos extraños de alguien llamado WATCH MEWATCHU, comienza a sospechar que es Ellie. Ellie, sin embargo, niega haber enviado los correos electrónicos y sorprendentemente le informa a Peyton que ella es su madre. El final termina con Peyton llorando y desconcertada en una playa, y Lucas viene a consolarla. "Parece que solo seremos tú y yo este verano", dice. Los dos comparten un abrazo significativo y finalmente hacen las paces de una vez por todas, pasando todo el verano juntos y prometiendo no perderse nunca más. "Parece que solo seremos tú y yo este verano", dice. Los dos comparten un abrazo significativo y finalmente hacen las paces de una vez por todas, pasando todo el verano juntos y prometiendo no perderse nunca más. "Parece que solo seremos tú y yo este verano", dice. Los dos comparten un abrazo significativo y finalmente hacen las paces de una vez por todas, pasando todo el verano juntos y prometiendo no perderse nunca más.
En la temporada 3, Peyton se entera de que fue adoptada y que Ellie realmente es su madre biológica. Lucas ve a Ellie comprando drogas, pero se entera de que las estaba comprando por razones médicas; ella tiene cáncer de mama. Mientras tanto, Peyton está enojada con Haley porque dejó Tree Hill para irse de gira, pero pronto hacen las paces, y Peyton revela que su hostilidad hacia Haley se debió a que ella fue la única que salió de todas las personas que la dejaron. . Peyton pronto se acerca a Ellie y colaboran en un CD llamado Amigos con beneficios, que beneficia la investigación del cáncer de mama; también habrá un concierto en el TRIC y Haley es una de las intérpretes. Desafortunadamente, Ellie muere antes de ver el CD o el concierto, dejando a Peyton devastada. Mientras tanto, sus sentimientos por Lucas comienzan a resurgir y luego ocurre una tragedia: un tiroteo escolar estalla más adelante en la temporada ("Con Ojos Cansados, Mentes Cansadas, Almas Cansadas, Dormimos"), donde Peyton lucha por su vida después de ser alcanzada por una bala perdida. Lucas y Nathan corren dentro del edificio para salvar a Peyton y Haley respectivamente; Lucas encuentra a Peyton sangrando por una herida en su pierna dentro de la biblioteca de la escuela. Ella no puede caminar debido a la lesión, por lo que escapar está fuera de discusión. Lucas y Peyton permanecen escondidos, y Lucas envuelve su pierna, con la esperanza de ayudar a que el sangrado y el dolor disminuyan. Mientras Peyton pierde y pierde el conocimiento, él la obliga a Habla de un día divertido que una vez tuvo. Minutos más tarde, después de recibir la promesa de Lucas de que todo estará bien, Peyton pierde la esperanza de sobrevivir, a pesar de que Lucas prometió sacarla con vida; ella lo besa, queriendo hacerle saber que ella lo ama antes de morir. Lucas le devuelve el beso, y Peyton pronto cae inconsciente. Lucas, desesperado por salvarla,la saca del edificio, aun a riesgo de que el tirador la mate.
Antes de que Ellie muriera, dejó un consejo para Peyton sobre la vida amorosa de Peyton, diciéndole que nunca es demasiado tarde para perseguir su interés romántico. Peyton decide darle otra oportunidad al amor y tiene citas de Pete Wentz de Fall out boy. Su relación no funciona, ya que Pete está ocupado con las giras. El padre de Peyton le dice que siga su corazón y lo escuche, por lo que Peyton, considerando también el consejo de Ellie, decide visitar a Jake en Savannah; ella sabe que todavía lo ama y siente que esto será suficiente para que ella sea feliz. Ella renueva su relación con Jake y Jenny, e incluso llega a proponerle matrimonio a Jake, quien acepta con gusto. Esta felicidad se desvanece una vez que Jake escucha a Peyton decir: "Te amo, Lucas" mientras duerme. Luego, Peyton se ve obligada a contarle a Jake sobre el beso que ella y Lucas compartieron el día del tiroteo. Jake se da cuenta de que, si bien Peyton lo ama, también ama a Lucas. Él le dice que regrese a Tree Hill y que averigüe si Lucas todavía está en su corazón. Si no lo está, Jake promete seguir allí esperando. Peyton hace lo que Jake le aconsejó y, una vez que regresa a Tree Hill, se da cuenta de que Lucas es el indicado para ella. En el final, Brooke una vez más termina su amistad con Peyton después de que Peyton le dice que todavía tiene sentimientos románticos por Lucas. Lucas luego le cuenta a Brooke sobre el beso en la biblioteca. Al final del episodio, Peyton quema fotos de ella con Brooke. Luego toma una foto de los tres (ella misma, Brooke y Lucas) y la quema.
En la temporada 4, Peyton descubre que tiene un medio hermano llamado Derek. A instancias de Lucas, ella accede a reunirse con él. Sin embargo, aunque Peyton y todos los demás lo desconozcan, la persona que conoce no es su medio hermano, sino un acosador de Internet que es el  propietario de los correos electrónicos de WATCHMEWATCHU y ha estado tomándole fotos, escuchando su podcast, observándola en su cámara web e incluso yendo tan lejos como para hacerse un tatuaje del dibujo de Ellie de ella en su espalda, y haciéndose un vestido de prostituta como Peyton antes tienen sexo Sin darse cuenta de todo esto, y en un intento de ser más confiado, Peyton lo acepta. Lucas, por otro lado, pronto comienza a sospechar de 'Derek' cuando lo descubre oliendo el cabello de Peyton durante un abrazo y encuentra la chaqueta de Peyton, que había desaparecido, en la prostituta golpeada todavía vestida como Peyton. Peyton pronto se da cuenta de la verdad y, en un encuentro aterrador, es maltratada y casi violada por Psycho Derek. Lucas y el verdadero Derek acuden a su rescate, empujándolo por una ventana; cuando aparece la policía, él ha desaparecido. Esta serie de eventos hace que Peyton se retire de la sociedad, se asuste e incluso falte a la escuela y obtenga cuatro cerraduras en la puerta de su habitación. Derek, que está en el cuerpo de Marina no está dispuesto a preocuparse demasiado por haber visto morir a demasiados seres queridos, evita a Peyton hasta que Lucas llega y le habla de ella. Él y Peyton desarrollan una sana relación de hermanos y él la ayuda a aceptar su miedo, no solo a Derek sino también a confesarle sus sentimientos a Lucas. Peyton no está dispuesta a arruinar la amistad que tienen con Lucas, especialmente hasta que esté segura de que él y Brooke terminaron. Animada por Derek, invita a Lucas a un banquete en honor a Whitey, solo para descubrir que él irá con Brooke. Decepcionada, toma a Derek en su lugar. Derek le dice que lo van a enviar a Irak. Esa noche, Lucas va a casa de Peyton para decirle que finalmente y definitivamente se acabó entre él y Brooke. Inmediatamente le confiesa que está enamorada de él. a lo que Lucas simplemente dice "Oh" porque no estaba preparado. No es hasta después de ganar el campeonato estatal que Lucas se da cuenta de que siempre ha sido Peyton a quien quiere y le dice con su icónico discurso "Eres tú", después de lo cual los dos comparten un beso largamente esperado. Lucas declara a Peyton su novia, pero su felicidad dura poco cuando Lucas sufre un infarto esa misma noche y casi muere. Peyton teme perderlo como ha perdido a todos los demás. Sin embargo, Lucas "vuelve a la vida" por Peyton y para decirle que la ama. Ella y Lucas pronto deciden simplemente ser felices. Deciden hacer el amor, por primera vez, durante una fiesta en la habitación donde Peyton lo rechazó por primera vez, pero son interrumpidos cuando Peyton escucha a todos insultar lo que ella cree que es un video sexual de ella y Nathan. Cuando Lucas y Peyton se apresuran a poner fin a la cinta, ellos y todos los demás descubren que, de hecho, se trata de Nathan y Brooke. Peyton se enfurece con Brooke y la golpea, dejándole un ojo morado.
Más tarde, mientras está en casa, Peyton le grita a Brooke que no arruinó su amistad; Brooke lo arruinó hace mucho tiempo. Después de esto, Peyton decide saltarse el baile de graduación, pero Lucas la convence de que no lo haga. Mientras camina hacia la puerta para abrir (pensando que es Lucas), el hombre detrás de la puerta se da la vuelta y en realidad es su acosador, Psycho Derek. Él la ata y la amordaza en su sótano y procede a hacer un baile de graduación simulado para ellos; él toma fotos de Peyton atada y amordazada, bailando con ella y diciéndole que van a "subir las escaleras y tener la noche de graduación perfecta". Brooke llega, sabiendo que Peyton nunca se saltaría el baile de graduación. Psycho Derek intenta matar a Brooke, pero Peyton y Brooke finalmente lo dominan y termina en la cárcel. Esta experiencia repara la amistad de Peyton y Brooke. Peyton se entera de que el verdadero nombre de Psycho Derek es Ian Banks. Ella lo perdona después de descubrir hechos inquietantes sobre su pasado y le dice que espera que encuentre la paz. Lucas y Peyton finalmente hacen el amor juntos por primera vez en Honey Grove Prom. Después de asegurarse de que Lucas está bien, Peyton decide hacer una pasantía enLAy los dos van a larga distancia. También pasa todo el verano con Brooke.

### Años perdidos
Un año después de la temporada 4, Lucas sorprende a Peyton cuando viene a Los Ángeles para proponerle matrimonio. Sintiendo que es demasiado pronto, dice "algún día", sin saberlo, poniendo en marcha su ruptura.Un año después, la novela de Lucas se convierte en un Mejor vendido y tiene programada una firma de libros en Los Ángeles. Habiéndola extrañado, la llama y la invita a asistir a la firma. Peyton viene, pero testigoslindsey straussdándole a Lucas un beso de felicitación, asume que Lindsey y Lucas están en una relación y se va pensando que no hay esperanza de que ella y Lucas estén juntos. Lucas cree que Peyton no se molestó en ir a la firma de libros y, en consecuencia, tiene su primera cita con Lindsey esa misma noche y, algún tiempo después, comienza a salir con ella, a pesar de que sobreviven sus sentimientos por Peyton.Peyton luego se encuentra con Julian Baker, a quien había conocido por primera vez el día después de su ruptura con Lucas. Conversan y él la invita a una fiesta de trabajo a la que debe asistir esa noche. Ella y Julian salen por un tiempo después, hasta el punto en que ella se muda con él y se profesan su amor, pero él termina después de darse cuenta de que ella nunca superará a Lucas.

### Temporadas finales
En la temporada 5, han pasado casi cinco años desde la graduación de la escuela secundaria. Peyton, ahora de 22 años, trabaja como asistente del asistente en una compañía discográfica en Los Ángeles, como le gusta recordarle a su jefe. Incapaz de triunfar en el negocio de la música y temiendo perder su integridad, decide renunciar y regresa a Tree Hill con su antigua mejor amiga, Brooke Davis,y pronto se muda con ella. Su reunión con Lucas resulta no ser lo que ella deseaba, ya que él tiene una nueva novia, Lindsey. Todavía ama a Lucas, pero temporalmente deja de lado esos sentimientos para obligar a Nathan a aceptar en qué se ha convertido después de su lesión. Sintiéndose finalmente como en casa, y con la ayuda moral de Lucas y la riqueza financiera de Brooke, inicia su propio sello en TRIC. Ella recluta su primera banda, dirigida por un hombre llamado Jason.Las cosas se ponen difíciles y Haley la convence de despedirlo y mantener a Mia, la teclista, ya que Mia es el verdadero corazón del grupo. Peyton también lucha con sus sentimientos hacia Lucas, especialmente porque su novia trata de ser amable con ella.Sin embargo, Peyton pronto la antagoniza. Después de visitar su antigua casa y recordar cómo pensó que siempre estaría con Lucas, se amarga. Esto luego se convierte en una pelea con él cuando la confronta por no ser la misma Peyton que solía conocer; ella responde que él se dio por vencido con que los dos no la esperaran.Más tarde le revela a Lucas que regresó a Tree Hill por él y que todavía lo ama. Ella lo besa y él le devuelve el beso, pero cuando ella va a su casa, descubre que acaba de proponerle matrimonio a Lindsey.Después del shock inicial, ella le dice que si eso es lo que realmente quiere, enterrará sus sentimientos por él porque quiere que sea feliz.Sin embargo, más tarde termina arremetiendo contra Lindsey. Ella lamenta sus comentarios hostiles hacia Lindsey cuando descubre que el padre de Lindsey murió de cáncer, lo que lleva a los dos a comenzar desde cero con respecto a su interacción.Peyton engaña a su antiguo jefe para que la ayude a lanzar a Mia bajo su sello.
El día de la boda de Lucas y Lindsey, Peyton pone cara de valiente mientras ve a Lucas decirle "Sí, acepto" a Lindsey. Aunque la boda termina desmoronándose porque Lindsey se ha dado cuenta de que él claramente no se ha mudado de Peyton gracias a su segundo libro que obviamente está dedicado a Peyton y su eternidad para ella, ella todavía está herida porque Lucas siguió adelante con sus votos matrimoniales.Luego se enfoca en hacer el nuevo álbum de Haley y ayudar a Brooke con la bebé Angie.Sintiéndose culpable, intenta que Lindsey se reconcilie con Lucas, pero Lindsey le dice que lea su nuevo libro, que dice que trata sobre ella.Una noche, Peyton encuentra a Lucas borracho en TRIC. Ella lo lleva a casa, donde él dice que la odia.Angustiada, comienza a pasar su tiempo lanzando globos de agua a la gente como una forma de terapia y luego pinta "Canción de amor" de The Cure en Rivercourt para decirle a Lucas que siempre estará enamorada de él. Habiendo visto esto, se disculpa por decir que la odia porque obviamente no es cierto, pero era solo la bebida la que hablaba, y dice que fue muy difícil perderla y dejarla ir y que todavía es muy difícil, volviendo a hacer evidente su amor por ella Durante este tiempo, Peyton recibe noticias de Mia sobre un hombre que afirma haber conocido a la madre biológica de Peyton, Ellie. De la información dada, este hombre posiblemente podría ser su padre biológico.En el final de temporada, Lucas llama a una mujer para preguntarle si quiere casarse en Las Vegas; la mujer podría ser Lindsey, Peyton o Brooke.
En el estreno de la temporada 6, se descubre que la persona a la que llamó Lucas es Peyton. Ella va al aeropuerto y se suben a un avión a Las Vegas para casarse. Una vez que llegan allí, la capilla está demasiado sucia, por lo que no se casan. En cambio, conducen a Los Ángeles y Lucas le propone matrimonio en la misma habitación de hotel que él hizo años antes y finalmente se comprometen.Los dos todavía están en Los Ángeles durante el ataque de Brooke. Después de que Brooke llama a Peyton y suena extraño, Lucas y Peyton deciden regresar a Tree Hill y celebrar la boda allí, pero Lucas le pide a Peyton que se mude con él a su casa y ella acepta felizmente. Peyton ve que Brooke es golpeada, pero Brooke miente y dice que se cayó por las escaleras, y Peyton le cree, sin saber que Brooke fue atacada.Peyton conoce a un músico famoso llamado Mick Wolf, que conocía a Ellie. Él es quien le preguntó a Mia sobre Peyton durante la gira. Sigue esquivando el tema del verdadero padre de Peyton, pero dice un poco más sobre él cada vez que Peyton lo menciona.Peyton continúa conociendo a Mick y continúa preguntándole sobre su verdadero padre. Cuando ella le pregunta por qué sus padres la abandonaron, él responde: "Nosotros... quiero decir, ellos tuvieron una decisión difícil". Mick accidentalmente deja escapar la verdad y, de repente, Peyton se da cuenta de que es su padre. Ella lo invita a una agradable cena juntos, en cambio, él va y se emborracha en un bar después de estar sobrio durante un año (como lo demuestra un chip de sobriedad en su bolsillo). Ella y Lucas también fijaron una fecha para su boda, lo que provoca un conflicto entre Lucas y Lindsey con respecto a la gira de su segundo libro.Peyton se cierra emocionalmente con respecto a Mick y está enojada con él por no haber sido sincera con ella acerca de quién es él. Ella le dice que se vaya. No mucho después, durante una visita a Brooke's, Brooke le cuenta a Peyton la verdad sobre cómo se hizo todos los moretones en su cuerpo y las dos comparten un momento significativo, reconectando. Más tarde se ve a Peyton hablando por teléfono con Larry, su padre adoptivo. Ella le dice cuánto lo ama.Aunque la convivencia es inicialmente difícil, Lucas y Peyton finalmente deciden aceptar su diferencia e ir a tirarlos mientras su relación continúa creciendo más y más fuerte.Peyton también se reencuentra con su hermano biológico Derek, quien ha regresado de la guerra. Más tarde, va a TRIC para encontrarse con Lucas y un hombre llamado Julian, que está interesado en hacer una película basada en la primera novela de Lucas. Julian le estaba haciendo muchas preguntas a Lucas sobre Peyton antes de que ella llegara. Se encuentra con Julian cerca del baño y pronto se revela que él es su exnovio.Pasan tres semanas y Peyton aún no le cuenta a Lucas la verdad sobre su historia romántica con Julian. Lucas debe descubrir su pasado por su cuenta e inicialmente está enojado por eso.Peyton organiza un concierto de USO en el que tocan Angels and Airwaves, Mia y Haley. Continúa conectándose con su hermano, Derek, y choca con Julian por Lucas y su película.
Mia visita a Peyton y a Peyton le preocupa que Mia no esté concentrada en su trabajo. Ella le sugiere a Mia que escuche un CD de canciones que posiblemente podría cantar. Chocan porque Mia escribe todas sus propias canciones. Eventualmente, Peyton se da por vencida con Mia y le pide que deje la etiqueta. Mientras tanto, Peyton lidia con dolores de estómago. Ella ve a un médico al respecto y le cuenta al médico sobre el cáncer de Ellie. Su rostro lloroso después de la llamada telefónica predice problemas en el futuro.Más tarde, Peyton descubre que no tiene cáncer, pero que en realidad está embarazada. Ella le dice a Lucas primero y él está muy feliz y luego Haley se entera en su propio tiempo, pero Peyton parece dudar en compartir sus noticias con Brooke porque sabe cuánto ha querido Brooke una familia.Peyton finalmente le dice a Brooke, y Brooke está muy feliz por ella. Peyton tiene su primer ultrasonido, pero está molesta porque piensa que Lucas está demasiado ocupado para venir y lo ha olvidado. Lucas la sorprende viniendo, y los dos escuchan los latidos del corazón de su bebé por primera vez más felices que nunca.Más tarde, Lucas y Peyton se enteran de que Peyton tiene placenta previa y que tener este bebé podría significar el final de su vida. Lucas, temeroso de perderla y criar a un niño que tiene que pasar por el mismo estado sin madre que Peyton, intenta convencerla de que se una.aborto, pero deciden superar esto y deciden tener el bebé.Después de que ella le pidiera matrimonio antes, Lucas le dice que quiere hacerlo, pero no porque ella pueda morir antes, sino porque la ama con todo su corazón y quiere que sea su esposa.Lucas y Peyton se casan en el lago donde se conocieron. Haley es el ministro, Brooke es el honor de Peyton y Nathan es el padrino de Lucas. Después de la recepción, Lucas y Peyton se van a casa y Peyton se derrumba en el suelo mientras espera la sorpresa de Lucas. Lucas entra en la casa y encuentra a Peyton inconsciente en el suelo en un charco de sangre. Peyton es llevada de urgencia al hospital por Lucas cubierto de sangre, quien le ruega que no lo deje. Peyton pasa por una  cesárea y cae en coma. La cesárea tiene éxito y da a luz a una hija llamada Sawyer Brooke Scott. Más tarde se despierta con Lucas y Brooke a su lado. Karen, que ha regresado a Tree Hill para la ocasión, trae a Sawyer y Nathan, Haley, Jamie y Julian se unen a ellos. Dan visita a Peyton y ella, después de algunas dudas, permite que Dan sostenga a Sawyer. Ella y Lucas luego dejan Tree Hill con Sawyer y finalmente se van felices para siempre.
Para la temporada 7, Mark Schwahn, el creador de la serie, dijo que Lucas y Peyton viajarán por el mundo; están pasando tiempo con Karen y su esposo Andy, y Lucas está escribiendo un nuevo libro.Continúan siendo mencionados por personajes de la serie. Brooke menciona que su ausencia y la de Lucas durante la boda de Brooke y Julian se debe a que el bebé Sawyer está enfermo. Haley ocupa su lugar como dama de honor de Brooke. En la novena temporada, Haley envía a Jamie y Lydia a vivir con Peyton y Lucas debido a la desaparición de Nathan.

## Recepción
Peyton ha sido descrita como "una artista muy talentosa" que expresa sus emociones a través de su trabajo y guarda su corazón después de perder a tantas personas importantes en su vida. Inicialmente, el personaje fue recibido de manera mixta, ya que la audiencia sintió que era demasiado mala, especialmente para el interés amoroso de Lucas.Tracy McLoone de PopMatters declaró: "Peyton, permanentemente malhumorado, corre por la ciudad en un auto antiguo, escucha rock a todo volumen y usa una camiseta de los Ramones, ninguna de las cuales encaja con la imagen típica de una animadora". McLoone agregó: "En un momento, Lucas le pregunta por qué es animadora y señala que es 'la persona menos alegre que conozco'. Ella responde: 'No me conoces'. [Y de hecho], tiene razón. La chica es una contradicción ambulante. Peyton encarna aspectos de la chica buena (porrista) y la chica mala (rockera)".
Con el tiempo, el carácter malhumorado del personaje se atenuó, ya que se reveló que tenía un lado más profundo y su interacción con Lucas y Haley empezó a ganarse a los espectadores The Wilmington Star atribuye al personaje el mérito de "[echar por tierra] todos los estereotipos" que los medios de comunicación han atribuido a las animadoras: "Es... ¡inteligente! E interesante. Y no es la animadora pop que la televisión suele presentar", afirma Allison Ballard, del periódico[1] Su romance con Lucas también se hizo popular. MTV describió a los dos como los Joey y Pacey de esta generación, "la pareja excesivamente dramática a la que no podías dejar de apoyar", y la pareja se convirtió en una de las superparejas de la serie. Su marcha recibió una gran atención mediática y fue elegida como uno de los "12 episodios más esenciales" de One Tree Hill en 2009 por los fans en starnewsonline.com.